# アルバート・アイラー
アルバート・アイラー（Albert Ayler、1936年7月13日 - 1970年11月25日）は、アメリカのアヴァンギャルド・ジャズ・サックス奏者、歌手、作曲家。
1960年代のフリー・ジャズにおける重要人物の一人である。評論家のジョン・リトワイラーはアイラーについて「これまでには決して存在しなかった。ジャズの歴史の中で、これほどまでに剥き出しの攻撃性というものがあっただろうか」と書いた。
アイラーの音色は、深みのある激しいものだった。それは、テナー・サックスに固いプラスティックのファイバーケインの4番のリードを使うことで得られたものだった。そして幅のある、悲哀に満ちたヴィブラートを使用するのである。
トリオとカルテットによる1964年のレコード、例えば『スピリチュアル・ユニティ』『ヒルヴェルスム・セッション』等で、アイラーは即興演奏においてジョン・コルトレーンやオーネット・コールマンから影響を受け、ジャズを抽象的な領域にまで発展させた。その結果、旋律を伴った和声だけでなく、音色や音質までも、音楽の土台となることが実証された。アイラーの、恍惚感すら感じられる1965年や1966年の音楽、『スピリッツ・リジョイス』や『真実が(行進して)やってくる』等は、批評家にブラスバンドの音と比較されたりしてきた。そして、そうした曲では、単純で行進曲のようなテーマと、激しい集団即興とが交互に現れては繰り返され、ジャズの「ルイ・アームストロングのルーツ」までも思い起こさせるものだと受け止められたのである。

## 青年期
オハイオ州クリーブランドに生まれる。アイラーが最初にアルト・サックスを習ったのは、父エドワードからだった。アイラーとエドワードは、教会で二重奏を披露していたのである。クリーブランド東部にあるジョン・アダムズ・ハイスクールに入学し1954年に18歳で卒業する。アイラーは高校ではオーボエも吹いていた。その後、クリーブランドの音楽学校でベニー・ミラーに師事し音楽を学ぶ。10代の学生としては優れた技量を身につけていたため彼はクリーブランド近辺で「バード」のあだ名を持つチャーリー・パーカーにちなみ「リトル・バード」として知られるようになった。
弟のドナルド・アイラーもプロのトランペット奏者で、兄弟共演したこともある。
1952年、16歳の時、アイラーはブルースの歌手でハーモニカも演奏するリトル・ウォルターと一緒に、時に自動車のクラクションにも似た音を出しながらR&Bのスタイルのテナーを演奏し、酒場でのライブ活動を始めた。こうして夏休みを2年連続でウォルターのバンドで演奏するのに費やしたのである。高校卒業後、アイラーは軍隊に入隊し、そこでいろいろなミュージシャンと即興演奏を披露しあった。そうした相手の中には、テナーのスタンリー・タレンタインもいた。アイラーは連隊のバンドでも演奏した。1959年にはフランスに駐在し、晩年の演奏活動の根源を成す影響を与えたと思われる軍楽にますます親しむこととなった。軍隊を除隊後、アイラーはロサンゼルスとクリーブランドで音楽で身を立てようとしたが、彼の演奏が伝統的な演奏のスタイルを打破する傾向をますます強めていたため、つまり伝統的な和声からますます遠ざかるものとなっていたため、クラシックなスタイルを身上とするミュージシャン達からは歓迎されなかった。
アイラーは1962年にスウェーデンに移住し、そこで録音を積み重ねていった。ラジオの収録にスウェーデンやデンマークのグループを率いて出演したり、1962年から1963年にかけての冬にはセシル・テイラーのバンドにノーギャラのメンバーとして参加して演奏したりしている（長く噂になっていた、テイラーのグループに参加したテープは、2004年にレヴァナント・レコードから発売された9枚組CDに収められている）。アルバム『マイ・ネーム・イズ・アルバート・アイラー』では、スタンダードを演奏している。コペンハーゲンのラジオ局のために、地元のミュージシャンとのセッションを録音したものである。ミュージシャンの中には、ニールス＝ヘニング・エルステッド・ペデルセンやドラマーのロニー・ガーディナーたちがいた。アイラーはテナーの他にソプラノ・サックスを「サマータイム」といった曲で使用している。

## 1960年代の音楽活動
アイラーはアメリカに戻り、ニューヨークで活動を始める。ベーシストのゲイリー・ピーコック、ドラマーのサニー・マレイとともに、強い影響力を持つトリオを結成した。このトリオは、アイラーの重要な転機となったアルバム『スピリチュアル・ユニティ』（ESPディスク・レコード）を発表した。同アルバムには、約30分間の強烈なフリーの即興演奏が収録されている。本作はフリー・ジャズの著名な作品として知られ、2トラックに分けて収録された「ゴースツ」はアイラーの代表曲とされている。エリック・ドルフィーがアイラーのことを「これまでに出会った中で最も優れた演奏家だ」と言ったという話があるが、こうしたニューヨークのジャズのリーダーの一部から評価され、アイラーはフリー・ジャズの聴衆を増やしていった。彼はジョン・コルトレーンのような経験豊かなベテランだけでなく、今まさに生まれ出ようとしていた新しい世代のジャズ演奏家達にも影響を与えた。1964年にはアイラーは、先のトリオのメンバーにトランペットのドン・チェリーを加えたバンドでヨーロッパをツアーして回っている。このツアーは録音され『ヒルヴェルスム・セッション』として発表された。
アイラーのトリオは、オーネット・コールマンらのフリー・ジャズの後継者だった。マレイは安定した周期的なリズムを刻むことはまずなく、またアイラーのソロはスピリチュアルなものであった。しかしトリオでの演奏は依然としてジャズの伝統を感じさせるものだった。このグループによる次の演奏は、トランペッターの弟ドナルドが加わったもので、これまでの演奏のあり方を根底から覆すものだった。アルバム『ベルズ』から始まる、ニューヨーク・タウンホールでのコンサートの録音には、ドナルド・アイラー、チャールズ・タイラー、ルイス・ウォレル、サニー・マレイらが参加している。アイラーは連続して行進曲、－あるいはメキシコの伝統的な音楽のスタイルと言うべきか－、を演奏する方法を採り入れ始めていた。彼らはテーマと、複数のサクソフォーンが同時にフリーな即興演奏を倍音を出しながら吹くパートとを交互に演奏した。野性的かつ唯一無二なその音は、アフリカがルーツと思われる集団即興に立ち帰らせるものであった。この新しい音は、スタジオ・アルバム『スピリッツ・リジョイス』で確固たるものとなり、さらに同じ顔ぶれによるニューヨークのジャドソン・ホールでの演奏が録音された。アイラーは、1970年にインタビューで、自らの後期の演奏のスタイルを「エナジー・ミュージック」と呼んでいる。これは、そもそもアイラーと、コルトレーンやサン・ラらが演奏していた「インターステラー・スペース」と対比してのことである。 この方法は『ヴィレッジ・コンサーツ』まで続き、アイラーが本でいうように、ESPレコードはフリー・ジャズの主要なレーベルとしての地位を確立した。
1966年、アイラーはコルトレーンの強い勧めもあってインパルス!レコードと契約した。コルトレーンは当時インパルスの中心的な呼び物とでもいうべき存在だった。しかし、インパルスから録音を発表するようになったにも関わらず、アイラーの根底から従来の音楽とは異なった演奏が多数の聴衆を獲得することは、決してなかった。コルトレーンは1967年に亡くなったが、アイラーは彼の葬儀で演奏した数人の演奏家の一人であった。1967年後半には弟ドナルド・アイラーがいわゆる神経衰弱となった。ニュージャージー州ニューアークで発行されていた音楽雑誌『クリケット』の編集者アミリ・バラカとラリー・ニールへ宛てた手紙の中で、アイラーは「空中に不思議な物体が浮かんでいるのを目撃した」と語り、彼と弟は「額に全能の神のしるし」をつけられていると信じるようになった、と語っている。

## 晩年
その後の2年半、アイラーは空想的でヒッピー的な歌詞を、同棲していた恋人メアリー・マリア・パークスにたびたび書いてもらっていた。アイラーは自分が音楽を始めた時のルーツに立ち帰り、R&Bの要素やファンキーなもの、エレクトリックのリズムなどを採り入れ、さらにはホーン・セクションに新たな楽器を追加したりして（例えばスコットランド高地のバグパイプなど）数曲、仕上げている。1967年の『ラヴ・クライ』は、この方向に踏み出したことの具体的な成果だった。アイラーはスタジオ・ライブ録音、例えば「ゴースト」や「ベルズ」でフリーな即興演奏を抑え気味にしている。
その次に発表された1968年録音のアルバム『ニュー・グラス』は、パークスおよびR&B系のミュージシャン、ローズ・マリー・マッコイのボーカルが導入され、音楽的にもソウル、ファンク、ロックのリズムを取り入れた異色作で、多くのファンから彼の作品で最低のアルバムだと酷評された。このアルバムの商業的失敗の後、アイラーは、彼がかつて演奏していた「宇宙ビ・バップ」の録音と『ニュー・グラス』でのサウンドを結びつけることを、彼の最後の2枚のアルバムで試みる。『ミュージック・イズ・ザ・ヒーリング・フォース・オブ・ザ・ユニヴァース』は、ブルースロック・バンドのキャンド・ヒートのメンバーヘンリー・ヴェスタインを、ジャズ・ピアニストのボビー・フューなどと一緒に大きく前面に出したサウンドとなっている。
1970年7月、アイラーはフリー・ジャズの演奏法に立ち帰った。フランスでショーを行うグループのためである（マーグ財団美術館での演奏を含む）。しかし、彼が集めることができたバンド（コール・コブ、ベースのスティーヴ・ティントワイス、そしてドラムスのアレン・ブレアマン）は、彼が初期の頃に組んでいたバンドほどにはその素晴らしさを理解されることはなかった。
アイラーは1970年11月5日に姿を消し、11月25日にニューヨークのイースト川で死体が見つかった。自殺と推定されている。その後、アイラーは殺されたという噂が広まった。後に、パークスは「アイラーは落胆して自らの失敗を悔い、弟の問題について自身を責めていた」と述べている。パークスは「彼は死体が見つかる直前にも、実際に何度か自殺しようとした。そして、自殺をやめるよう説得しようとすると、テレビの上に置いてあったサクソフォーンを1本取り上げて、粉々に打ち砕いたことがあった。それから、自由の女神像のフェリーに乗って、船がリバティ島に近づいたところで川に飛び込んだのだ」とはっきりと述べている。アイラーの亡骸は、オハイオ州クリーブランドに埋葬された。

## 影響と遺産
イギリスのフォーク歌手／シンガーソングライターのロイ・ハーパーは1969年のアルバム『フォークジョークオパス』で「一人はみんなのために」という曲をアルバート・アイラーに捧げている。ハーパーは、アイラーのことを「時代をリードするジャズマンの一人だ」と考えていた。『フォークジョークオパス』のライナーノートで、ハーパーは「とにかくいろいろな意味で、アイラーは最高だった」と記している。
アイラーの、作曲する時の一般的ではないやり方と、彼の死を取り巻く不可解な状況が、彼を神秘的な存在に祭り上げた。『ゴースト』はその跳ねるリズム、単調な旋律（子守歌の韻を踏んだ歌詞を想起の可能性）が、おそらく彼の曲の中で一番広く知られているものだが、フリー・ジャズのスタンダードであるとも言える。レスター・ボウイは『オール・ザ・マジック』（1983）でこの曲をカヴァーしており、他にもデヴィッド・マレイ・カルテット、マーク・リボー、ゲイリー・ウィンド、フランク・ロス、ユージーン・チャドボーン、ジョルジオ・ガスリーニ、デヴィッド・モス、SaxEmble、ジョー・マクフィー、ジョン・チカイ、ケン・ヴァンダーマークらがこの曲をカヴァーしている。サキソフォニストのマーズ・ウイリアムズは、ウイッチズ・アンド・デヴィルズというバンドを率いているが、これはアイラーの曲にちなんで名づけられたもので、何枚かの録音を残している。ペーター・ブロッツマンの『ダイ・ライク・ア・ドッグ・カルテット』もアイラーにその活動を捧げている。彼らのレコード、『リトル・バード・ハヴ・ファースト・ハーツ』はアイラーの若い頃のあだ名のことを言っている。アート・アンサンブル・オブ・シカゴは楽曲『レバート・アーリー、アルバート・アイラーに捧ぐ』を『フェーズ・ワン』（1971）に収めている。デヴィッド・マレイは『アルバートに花を（Flowers for Albert）』を捧げているが、この曲はマレイの何枚かのアルバムで聴くことができる。また、この曲はティツィアナ・シモーナとスカタリテも録音している。ベーシストのジェローム・パーカー・ウェルズは『アルバート・アイラーについての瞑想』をプロデュースし、トニー・ビアンコがドラマーとして、またルーサー・トーマスがアルト・サックスで参加している。このトリオのライブでの即興演奏はアイラーの71歳の誕生日に合わせて制作され、アイラー・レコードから発売されている。
1996年9月20日は、最初の「アルバート・アイラー・フェスティヴァル」が、ニューヨークのグリニッジ・ヴィレッジにあるワシントン・スクエア・チャーチで開催された。演奏したのはアミリ・バラカ、ジム・ノレット、ゲイリー・ルーカス、ジョー・マクフィー・カルテット、ペーター・ブロッツマン&トマス・ボルグマン・カルテット、ジョー・ジアデュロ・カルテット、サニー・マレイ、デイドレ・マレイ、ジョセフ・ジャーマン、サーストン・ムーア、マイケル・ビシオらだった。
マーク・リボーはアイラーから影響を受けていることに言及し、頻繁にアイラーの曲を演奏している。また、リボーは『ベルズ』を1994年の『シュレック』で、『ゴースト』を1995年の『ドント・ブレイム・ミー』で、『セイント』『ウィッチ・アンド・デヴィル』を2001年の『セイント』で録音している。さらに2005年には、全曲がアイラーの曲で構成されたアルバムを発表し、スピリチュアル・ユニティと題して集団即興の素晴らしさを謳う演奏を発表している。
2005年、スウェーデンの映画制作者カスペル・コリンはのアイラーの生涯に関するドキュメンタリー映画『My Name Is Albert Ayler』を発表した。映画の中では、スウェーデンとフランスでのコンサートを収録した唯一の映像を見ることができる上に、アイラーの父親であるエドワードと弟のドナルドがインタヴューで細かく具体的に語る様子を見ることができる。
ジョン・コルトレーンは来日時のインタビューで、もっとも自分に影響を与えた音楽家二人としてオーネット・コールマンと共にアイラーの名前を挙げた。アイラーの演奏を聴いて「自分もこのように演奏できたら」と語ったともいわれている。アイラーもコルトレーンに心酔しており、コルトレーンの葬儀では追悼演奏を捧げた。
アイラーの演奏にはニューオーリンズ・ジャズの影響が強く見られ、マーチや葬送曲やフォークソング等を主題にした曲が多い。特にソプラノ・サックスの演奏ではシドニー・ベシェから多大な影響を受けているようである。

## ディスコグラフィ
| 録音年 | アルバム | レーベル                                       | 注釈                |
| ------ | --- | ---------------------------------------------- | ------------------- |
| 1962   | Something Different!!!!! (aka The First Recordings Vol. 1)                                                        | Bird Notes Records                             |                     |
| 1962   | The First Recordings, Vol. 2                                                                                      | Bird Notes Records                             |                     |
| 1963   | マイ・ネイム・イズ - My Name is Albert Ayler                                                                      | Debut Records (Reissued on Black Lion Records) |                     |
| 1964   | スピリッツ - Spirits (aka Witches & Devils)                                                                       | Debut (Reissued on Freedom Records)            |                     |
| 1964   | ゴーイング・ホーム〜プレイズ・スピリチュアル - Swing Low Sweet Spiritual (aka Goin' Home)                         | Osmosis Records (Reissued on Black Lion)       |                     |
| 1964   | Prophecy | ESP                                            | ライブ              |
| 1964   | Albert Smiles With Sunny                                                                                          | Inrespect Records                              | ライブ              |
| 1964   | スピリチュアル・ユニティ - Spiritual Unity                                                                        | ESP (Reissued on Venus Records)                |                     |
| 1964   | ニューヨーク・アイ・アンド・イア・コントロール - New York Eye And Ear Control                                     | ESP                                            |                     |
| 1964   | Albert Ayler | Philology Jazz Records                         | ライブ              |
| 1964   | The Copenhagen Tapes                                                                                              | Ayler Records                                  |                     |
| 1964   | ゴースト - Ghost (aka Vibrations)                                                                                 | Debut (Reissued on Fontana, Freedom)           |                     |
| 1964   | The Hilversum Session                                                                                             | Osmosis Records (Reissued on Coppens Records)  |                     |
| 1965   | Bells | ESP (Reissued on Venus)                        | ライブ              |
| 1965   | スピリッツ・リジョイス - Spirits Rejoice                                                                          | ESP (Reissued on Venus)                        | ライブ              |
| 1965   | Sonny's Time Now                                                                                                  | Jihad Records                                  |                     |
| 1966   | スラッグス・サルーン1966 - At Slug's saloon, vol. 1 & 2                                                           | ESP (Reissued on Venus)                        | ライブ              |
| 1966   | ストックホルム、ベルリン1966 - Stockholm, Berlin 1966                                                             | Hathut Records                                 | ライブ              |
| 1966   | レラッハ、パリ1966 - Lörrach / Paris 1966                                                                         | Hathut Records                                 | ライブ              |
| 1966   | グリニッチ・ヴィレッジのアルバート・アイラー - In Greenwich Village                                               | インパルス!レコード                            | ライブ              |
| 1967   | ラヴ・クライ - Love Cry                                                                                           | インパルス!                                    |                     |
| 1968   | ニュー・グラス - New Grass                                                                                        | インパルス!                                    |                     |
| 1969   | ミュージック・イズ・ザ・ヒーリング・フォース・オブ・ザ・ユニヴァース - Music Is the Healing Force of the Universe | インパルス!                                    |                     |
| 1969   | ザ・ラスト・アルバム - The Last Album                                                                             | インパルス!                                    |                     |
| 1970   | Live on the Riviera                                                                                               | ESP                                            | ライブ              |
| 1970   | Nuits de la Fondation Maeght Vol. 1                                                                               | Shandar                                        | ライブ              |
| 2004   | Holy Ghost: Rare & Unissued Recordings (1962–70)                                                                  | Revenant Records                               | 9CDボックス・セット |
| 2006   | The Complete ESP-Disk Recordings                                                                                  | ESP                                            |                     |
| 2022   | Revelations - The Complete ORTF 1970 Fondation Maeght Recordings                                                  | Elemental Music                                | 4CDボックス・セット |